# Nada Yoga
 (juin 2021).
Si vous disposez d'ouvrages ou d'articles de référence ou si vous connaissez des sites web de qualité traitant du thème abordé ici, merci de compléter l'article en donnant les références utiles à sa vérifiabilité et en les liant à la section « Notes et références ».
Le Nada Yoga est une pratique de concentration connue de l'hindouisme aussi bien que du Bouddhisme qui consiste à fixer l'attention sur un son que l'on peut entendre à l'intérieur des oreilles et de la tête.
Ce qui caractérise ce son est qu'il augmente d'intensité en fonction du degré de concentration du méditant.
Dans le Shurangama Sutra, essentiel dans la tradition du Bouddhisme mahāyāna chinois, Avalokiteśvara déclare qu'il a atteint l'illumination grâce à la concentration sur le subtil son intérieur. Le Bouddha félicite alors Avalokiteshvara et déclare que ce moyen est la suprême voie de l'Éveil.
Ce son est également connu en Inde et a été utilisé largement par le mouvement des Radha Soami (en). 
Il y est fait référence dans le traité sur le yoga intitulé Hatha Yoga Pradipika : 
« Cette sonorité qui est le Son primordial d'où découle toute la Création est perçue comme une vibration sonore à l'intérieur du Sushumnâ. 
Pour l'écouter, il faut adopter une mudra spéciale.
Les phases de l'écoute du son sont liées aux étapes de la remontée de la Kundalinî. »
En Occident, Edouard Salim Michael a consacré plusieurs chapitres de son premier ouvrage La voie de la vigilance intérieure au Nada Yoga. Ce support de concentration est également enseigné par le vénérable Ajahn Sumedho de la tradition des moines de la forêt du Bouddhisme theravāda qui y fait référence notamment dans son ouvrage The Sound of Silence.